# Rejencja szczecińska
     Rejencja stralsundzka
     Rejencja szczecińska
     Rejencja koszalińska

Podział administracyjny Pomorza w 1913 r.
Rejencja stralsundzka
Rejencja szczecińska
Rejencja koszalińska

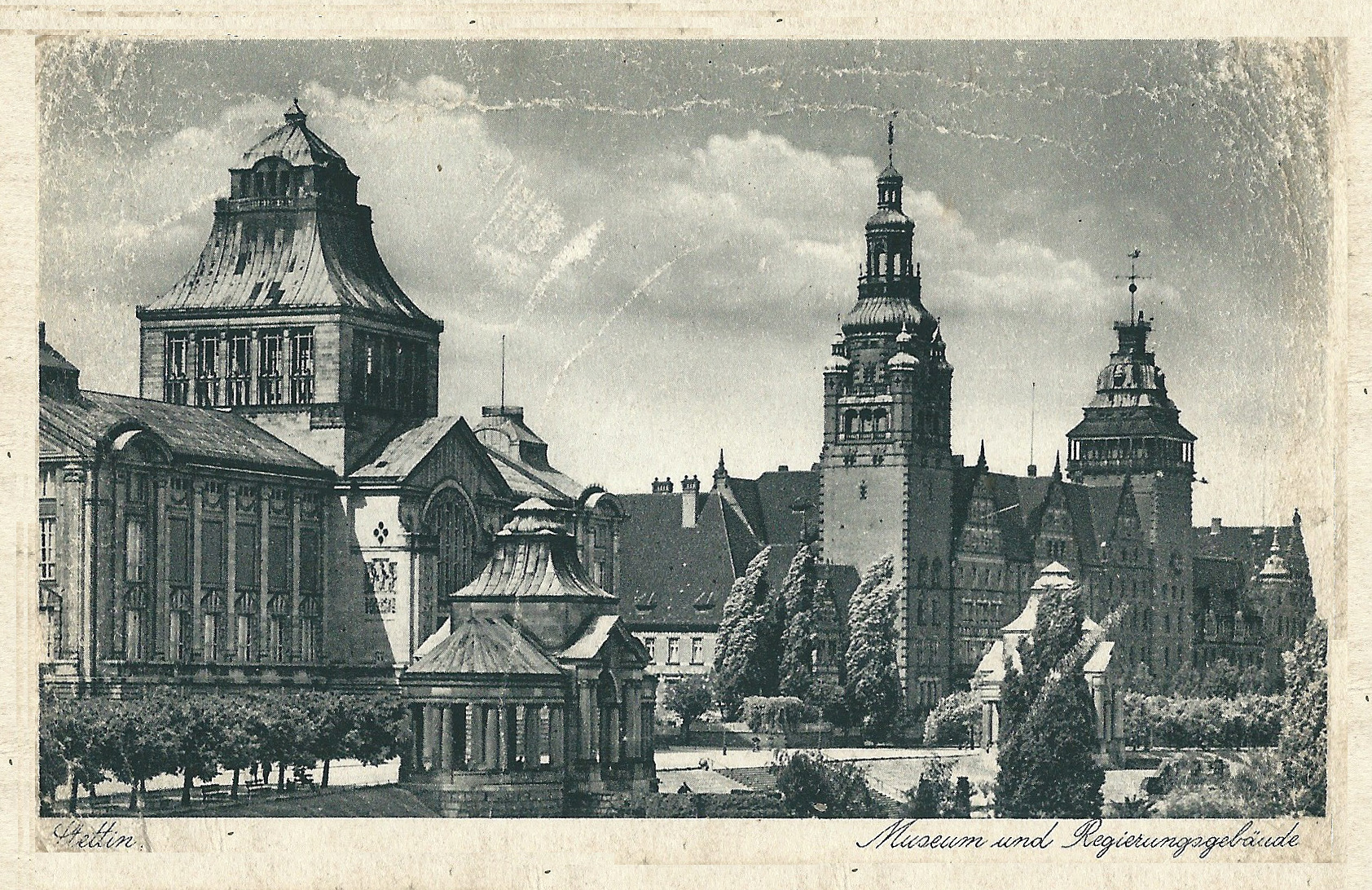
Siedziba władz rejencji w Szczecinie

Rejencja szczecińska (niem. Regierungsbezirk Stettin) – prusko-niemiecka jednostka podziału terytorialnego w latach 1816–1945, obejmująca dzisiejsze Pomorze Zachodnie i Pomorze Przednie. Stolicą był Stettin. Siedziba władz rejencji znajdowała się początkowo na Zamku Książąt Pomorskich, a następnie od 1911 r. na Wałach Chrobrego, w gmachu obecnego Urzędu Wojewódzkiego. Rejencja wchodziła w skład prowincji Pomorze. W skład tej prowincji wchodziły także: rejencja koszalińska, rejencja stralsundzka do 1932 r. i rejencja pilska od 1938 r. Teren dawnej rejencji należy obecnie do Polski, województwa zachodniopomorskiego, powiatów kamieńskiego, gryfińskiego, goleniowskiego, pyrzyckiego, stargardzkiego oraz miasta na prawach powiatu Szczecin i Świnoujście, jak i do Niemiec, do kraju związkowego Meklemburgia-Pomorze Przednie, powiatów Vorpommern-Greifswald, Mecklenburgische Seenplatte oraz Vorpommern-Rügen.

## Podział administracyjny
W 1939 roku w skład rejencji wchodziły cztery powiaty grodzkie (Stadtkreis) oraz 13 powiatów ziemskich (Landkreis).

### Powiaty grodzkie (Stadtkreis)
- Greifswald do 1932 w rejencji stralsundzkiej
- Stargard in Pommern Stargard, od 1901
- Stettin Szczecin
- Stralsund, do 1932 w rejencji stralsundzkiej

### Powiaty ziemskie (Landkreis)
- Anklam
- Cammin i. Pom.
- Demmin
- Franzburg-Barth, siedziba w Barth, do 1932 w rejencji stralsundzkiej
- Greifenhagen
- Greifswald, od 1913 bez miasta Greifswald, do 1932 w rejencji stralsundzkiej
- Grimmen, do 1932 w rejencji stralsundzkiej
- Naugard
- Pyritz
- Rügen, siedziba w Bergen auf Rügen, do 1932 w rejencji stralsundzkiej
- Saatzig, siedziba w Stargard in Pommern
- Ueckermünde
- Usedom-Wollin, siedziba w Swinemünde

1 października 1938 powiaty Greifenberg i. Pom. i Regenwalde przyłączono do rejencji koszalińskiej. 15 października 1939 r. rozwiązany został powiat Randow.

## Populacja
| Powiat                       | Nazwa polska    | Populacja (1939) |
| ---------------------------- | --------------- | ---------------- |
| Belgard                      | Białogard       | 77 062           |
| Anklam                       |                 | 39 335           |
| Cammin                       | Kamień Pomorski | 45 198           |
| Demmin                       |                 | 53 017           |
| Franzburg-Barth              |                 | 50 858           |
| Greifenhagen                 | Gryfino         | 57 794           |
| Greifswald (miasto)          |                 | 33 669           |
| Greifswald (powiat)          |                 | 39 041           |
| Grimmen                      |                 | 41 805           |
| Naugard                      | Nowogard        | 62 806           |
| Pyritz                       | Pyrzyce         | 47 752           |
| Randow                       | Rędowa          | 13 3000          |
| Rügen                        |                 | 59 125           |
| Saatzig                      | Szadzko         | 43 019           |
| Stargard im Pommern (miasto) | Stargard        | 37 762           |
| Stettin (miasto)             | Szczecin        | 26 8421          |
| Stralsund (miasto)           |                 | 49 295           |
| Ueckermünde                  |                 | 60 695           |
| Usedom-Wollin                | Uznam-Wolin     | 77 236           |
| Razem                        | Razem           | 1 199 828        |

## Prezydenci rejencji szczecińskiej
| Data objęcia urzędu | Prezydent                                                                       | Pochodzenie                            |
| ------------------- | ------------------------------------------------------------------------------- | -------------------------------------- |
| 1821                | Karl Ludwig Böhlendorff (1767–1855)                                             | Berlin                                 |
| 1828                | Johann August Sack (1764–1831)                                                  | Kleve                                  |
| 1831                | Freiherr Moritz Haubold von Schönberg (1770–1860)                               | Geußnitz (do 1815 r. część Saksonii)   |
| 1835                | Wilhelm Friedrich Fürchtegott von Bonin (1786–1852)                             | Stargard                               |
| 1852                | Freiherr Ernst Karl Friedrich Wilhelm Adolph Senfft von Pilsach (1795–1858)     | Lerche                                 |
| 1867                | Freiherr Ferdinand von Münchhausen (1710–1882)                                  | Straußfurt (do 1815 r. część Saksonii) |
| 1882                | Richard Wegner (1815–1894)                                                      | Szczecin                               |
| 1887                | Carl Albrecht Theodor Hugo von Sommerfeld                                       | Luksemburg                             |
| 1899                | Heinrich Otto Guenther (1857–1910)                                              | ?                                      |
| 1910                | Kurt von Schmeling (1860–1930)                                                  | Berlin                                 |
| 1922                | Leopold Höhnen (1870–1941)                                                      | Barmen                                 |
| 1927                | Carl von Halfern (1873–1937)                                                    | Burtscheid                             |
| 1930                | Johann Ludwig Hugo Simons (1893–1972), krótko Hans Simons (zarząd komisaryczny) | Velbert                                |
| 10. 1932            | Konrad Göppert (1877–1952; zarząd komisaryczny)                                 | Berlin                                 |
| 5. 1934             | Rudolf zur Bonsen                                                               | Fredeburg                              |
| 11. 1934            | Gottfried Graf von Bismarck-Schönhausen (1901–1949; zastępca)                   | Berlin                                 |
| 2. 1935             | Gottfried Graf von Bismarck-Schönhausen (ostatecznie)                           | Berlin                                 |
| 193?                | Horst Karl Ferdinand Edler von der Planitz (zarząd komisaryczny)                | Berlin                                 |
| 2. 1939             | Horst Karl Ferdinand Edler von der Planitz (1893–1945)                          | Berlin                                 |
| 6. 1944             | Hugo Ernst Karl Lotz (1893–1978; zarząd komisaryczny)                           | Unter-Schmitten                        |